# Berria
Berria (på baskiska "nyheter" eller "nytt") är den enda helt baskiskspråkiga dagstidningen i Baskien. Upplagan ligger på cirka 25 000 exemplar och tidningen utges alla dagar förutom måndag. Ansvarig utgivare är Marxello Otomendi.
Tidningen är politiskt oberoende och mottar driftsstöd från den baskiska regeringen.
Berria grundades år 2003 och är de anställdas uppföljare av tidningen Egunkaria som blev nedlagd. Efter att ha släppts ut från isoleringscell hävdade flera av tidningens anställda att de blivit utsatta för tortyr av spansk polis. Domstolen efterforskade inte tortyranklagelserna. Den spanska polisens aktion mot den föregående tidningen Egunkaria sattes igång av den spanska specialdomstolen Audiencia Nacional efter order från domaren Baltazar Garcon som hävdade att tidningen stödde terrorism. Efter sju års prövning frikändes tidningen.
Berria har sitt huvudsäte i Andoain i Gipuzkoa, och lokala kontor i städerna Vitoria-Gasteiz, Pamplona, Bilbao och Bayonne.